# Francesco Condorelli

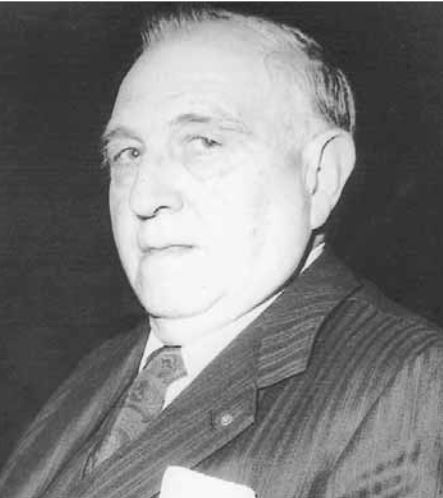
Francesco Condorelli

Francesco Condorelli, all'anagrafe Antonino Francesco Palmino Condorelli (Belpasso, 31 marzo 1912 – Belpasso, 19 agosto 2003), è stato un pasticciere e imprenditore italiano, fondatore dell'omonima industria dolciaria nota soprattutto per i suoi torroncini.

## Biografia
Nacque a Belpasso, in provincia di Catania, il 31 marzo 1912, da Giuseppe e da Mariagrazia Carbonaro, di cui era terzogenito di quattro figli. Il padre, figlio di un fattore originario di Misterbianco e personalità nota nella cittadina etnea, era un agente del Lloyd Latino, società di navigazione che si occupava del trasporto marittimo internazionale di merci e di persone, in particolare verso le Americhe.
Condorelli iniziò a lavorare all'età di 10 anni come garzone di una dolceria del paese; all'età di 16 anni, a causa dell'improvviso decesso del padre, dovette abbandonare i suoi studi al ginnasio di Paternò e perciò si trasferì a Catania, dove trovò impiego presso una fabbrica di cioccolato e imparò il mestiere di pasticcere. Acquisite la maturità e le competenze necessarie, tornò al suo paese natale ed appena ventunenne aprì nel 1933 la sua pasticceria; l'anno dopo aprì anche un bar a Nicolosi, che però dovette vendere poco tempo dopo a causa della chiamata al servizio di leva.
Nel 1939, su consiglio di un suo conoscente, emigrò a Pola dove lavorò in uno stabilimento dolciario; la sua permanenza nella città istriana fu brevissima, dato che con l'ingresso dell'Italia fascista nella seconda guerra mondiale, venne chiamato alle armi e prestò servizio per il 24º Reggimento artiglieria terrestre "Peloritani" di stanza nel Ragusano. A seguito della sconfitta subita dalle forze dell'Asse italo-tedesco nella battaglia di Sicilia del 1943 contro gli Alleati, Condorelli fu fatto prigioniero dai britannici assieme ad altri suoi commilitoni che lo rinchiusero in un campo di prigionia a Tunisi; divenuto poi prigioniero degli statunitensi, dopo l'armistizio dell'8 settembre fu liberato da costoro e ne divenne in seguito pasticcere di fiducia.
Dopo un breve periodo di permanenza a Malta ritornò definitivamente in Sicilia nel 1945 per occuparsi della sua pasticceria. Nel corso degli anni cinquanta-sessanta, Condorelli avviò un'opera di ristrutturazione, ingrandimento ed ammodernamento della sua pasticceria, ma l'evento più significativo si verificò nel 1965, quando, ospite ad una cena fra amici a Venaria Reale in provincia di Torino, gli fu servita una stecca di torrone, tagliata però in parti diseguali: l'episodio portò all'ideazione da parte di Condorelli del torroncino. L'idea del torroncino rappresentò dunque un punto di svolta per l'attività di Condorelli, che da impresa artigianale si trasformò in breve tempo in un'impresa industriale: nel 1973 venne così creata a Belpasso l'azienda IDB Industria Dolciaria Belpasso, il cui prodotto principale fu ovviamente il torroncino, che nei decenni successivi acquisì notorietà a livello nazionale ed internazionale.
Condorelli, pur in età avanzata, si occupò della direzione sia della storica pasticceria che dello stabilimento, alla cui guida iniziava gradualmente a insediarsi negli anni novanta il figlio Giuseppe, divenuto successivamente amministratore unico; nel 2001 pubblicò la sua autobiografia dal titolo La mia vita. Morì a Belpasso il 19 agosto 2003 all'età di 91 anni, stroncato da un blocco renale.

## Pubblicazioni
- La mia vita, Catania, Giuseppe Maimone Editore, 2001.